# Гасанов, Генрих Алиевич
Ге́нрих Али́евич Гаса́нов (8 июля 1910, Дербент, Дагестанская область — 28 мая 1973, Ленинград, Ленинградская область) — советский судостроитель, доктор технических наук, специалист в области кораблестроения и проектирования корабельных паровых котлов и парогенераторов, генеральный конструктор атомных двигателей-реакторов морских кораблей. Герой Социалистического Труда.
Генрих Гасанов относится к династии российских учёных, философов, писателей и музыкантов, внук известного философа Гасан-Эффенди Алкадарского, брат композитора Готфрида Гасанова, двоюродный брат (по матери) писателя Александра Бека.

## Биография

Могила Гасанова на Богословском кладбище в Санкт-Петербурге.

Генрих Алиевич Гасанов родился 8 июля 1910 года в Дербенте Дагестанской области (ныне Дагестан), Российская империя, в смешанной семье служащих — лезгина Али (Алимирзы) Гасановича Гасанова и полунемки-полуфранцуженки Елены Владимировны Бек.
Окончив школу, в 1927 году поступил в Высшее военно-морское училище имени М. В. Фрунзе (Ленинград), но в 1929 году был демобилизован по болезни и стал работать слесарем на бондарном заводе Дагрыбтреста. В 1930 году поступил в АзНИ, в 1931 году перевёлся в Ленинградский кораблестроительный институт.
По окончании института в 1935 году направлен на работу в ЦКБ Балтийского судостроительного завода имени Серго Орджоникидзе. В 1938 году возглавил группу проектировщиков корабельных паровых котлов. В годы Великой Отечественной войны продолжил работу в ЦКБ-17, специализировавшемся на создании боевых кораблей.
С 1946 года — главный конструктор и начальник центрального конструкторского бюро при Балтийском заводе. В 1950-е годы под его руководством и при непосредственном участии был создан ряд новых котельных установок. В 1958 году удостоен Ленинской премии (в частности, за разработку атомных реакторов для подводных лодок).
С 1959 года — доцент кафедры котлов Ленинградского кораблестроительного института. С 1966 года — доктор технических наук по теории и проектированию судовых парогенераторов, профессор.
Генрих Алиевич Гасанов умер 28 мая 1973 года в Ленинграде; похоронен на Богословском кладбище.

## Премии и награды
- Сталинская премия I степени (10 апреля 1942) — за разработку проектов боевых кораблей
- два ордена Трудового Красного Знамени (12 мая 1956; 14 мая 1960)
- Ленинская премия (1958)
- Герой Социалистического Труда (30 марта 1970) — за новые открытия в области морской энергетики
- Орден Ленина (30 марта 1970) — за новые открытия в области морской энергетики
- Орден Ленина
- медали

## Память
- В 1976 году имя Генриха Гасанова было присвоено танкеру проекта 1559-В;
- Имя Гасанова носит одна из улиц города Дербента.